# Chlorhoda thoracica
Chlorhoda thoracica är en fjärilsart som beskrevs av Rothschild 1910. Chlorhoda thoracica ingår i släktet Chlorhoda och familjen björnspinnare. Inga underarter finns listade i Catalogue of Life.

## Bildgalleri

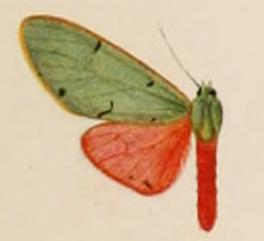
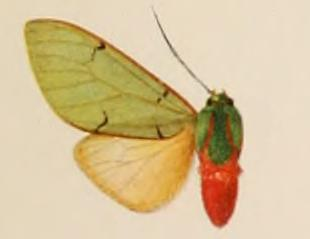